# 埃斯皮诺萨德埃纳雷斯
埃斯皮诺萨德埃纳雷斯，是西班牙卡斯蒂利亚-拉曼恰瓜达拉哈拉省的一个市镇。总面积39平方公里，总人口554人（2001年），人口密度14人/平方公里。